# Isabela (canton)
Pour les articles homonymes, voir Isabela.
Isabela est un canton d'Équateur situé dans la province de Galápagos.